# Afrikaan Beat
"Afrikaan Beat" is een lied van de Duitse componist en orkestleider Bert Kaempfert (ofwel: Bert Kaempfert and His Orchestra), uitgebracht in 1961 en is de eerste single van het album A Swingin' Safari uit 1962.

## Achtergrond
Afrikaan Beat is een van de meest bekende en karakteristieke liedjes uit de carrière van Kaempfert die hij gecomponeerd heeft. De bas werd gespeeld door de Tsjecho-Slowaakse basgitarist Ladi Geisler, zoals aan het begin van het stuk te horen is. De karakteristieke indruk van het geluid werd verkregen door de hoge tonen te accentueren en de versterker drie meter van de microfoon te plaatsen op dezelfde afstand als de blaasinstrumenten, terwijl alle muzikanten eromheen zaten.
De single werd in 1961 op vinyl 7"-formaat uitgebracht door Decca in de Verenigde Staten en Canada en in 1962 door Polydor in Europa, Argentinië, Australië en Nieuw-Zeeland. De track Echo In The Night (geschreven door Bert Kaempfert en Milt Gabler) wordt gebruikt als kant B van de schijf, afwezig in alle edities van de album A Swingin' Safari. In 1978 werd door Polydor een heruitgave van de single uitgebracht in Nederland, met op kant B, In Apple Blossom Time (geschreven door Albert von Tilzer en Neville Fleeson).

### De Indische Waterlelies van de  Efteling
Mede-oprichter Peter Reijnders van het attractiepark de Efteling gebruikte het lied bij het sprookje De Indische Waterlelies dat sinds 1966 daar te zien is. In de loop der jaren is het lied een van de populairste liedjes geworden van het park en staat het nummer op bijna iedere cd met parkmuziek die de Efteling ooit heeft uitgebracht.

## Hitnoteringen

### NPO Radio 2 Top 2000
| Nummer met noteringen in de NPO Radio 2 Top 2000 | '00  | '01 | '02  | '03  | '04  | '05  | '06  | '07  | '08  | '09  | '10  | '11  | '12  |
| ------------------------------------------------ | ---- | --- | ---- | ---- | ---- | ---- | ---- | ---- | ---- | ---- | ---- | ---- | ---- |
| Afrikaan Beat                                    | 1413 | 997 | 1410 | 1307 | 1533 | 1818 | 1880 | 1825 | 1659 | 1809 | 1874 | 1988 | 1763 |

1. ↑  Een vetgedrukt getal geeft de hoogste notering aan.
2. ↑  2000 was het eerste jaar met een notering voor dit nummer.
3. ↑  Deze tabel is bijgewerkt tot en met de meest recente editie (2024).